# Vicious White Kids
The Vicious White Kids eran una banda punk rock de Londres que se formó solo para un concierto ;el 15 de agosto de 1978, en el club Electric Ballroom en Londres, donde Sid Vicious era el cantante.
Sid se fue a New York y como necesitaba algo de dinero, después de encontrarse con el exbajista de los Sex Pistols, Glen Matlock un día decidieron hacer una banda juntos. Glen reclutó al miembro de The Rich Kids, Steve New en la guitarra y al miembro de The Damned, Rat Scabies en la batería. Nancy Spungen cantó vocales de apoyo, pero después de oírla cantar pésimo en los ensayos, Matlock se aseguró que su micrófono no fuera enchufado durante la noche del debut. El nombre de la banda vino de una fusión de Sid Vicious, The Rich Kids y Rat Scabies además de The White Cats.
Vicious murió en Estados Unidos en 1979 y New fallece de cáncer el 24 de mayo de 2010.

## Discografía
- Vicious White Kids, 1989, studio album
- The Vicious White Kids featuring Sid Vicious, 1991
- Vicious White Kids Live, 2001

- Datos: Q936201